# District de Kabwe
Le district de Kabwe est un district de Zambie, situé dans la province Centrale. Sa capitale se situe à Kabwe. Selon le recensement zambien de 2000, le district a une population de 176 758 personnes.